# Bjarebyita
La bjarebyita és un mineral de la classe dels fosfats, que pertany i dona nom al grup de la bjarebyita. Rep el nom en honor d'Alfred Gunnar Bjareby (11 de febrer de 1899, Forslovsholm, Suècia - juny de 1967, Boston, Massachusetts, juny de 1967), artista suec i destacat col·leccionista de minerals.

## Característiques
La bjarebyita és un fosfat de fórmula química (Ba,Sr)(Mn2+,Fe2+,Mg)₂Al₂(PO₄)₃(OH)₃. Cristal·litza en el sistema monoclínic. La seva duresa a l'escala de Mohs és 4.
Segons la classificació de Nickel-Strunz, la bjarebyita pertany a «08.BH: Fosfats, etc. amb anions addicionals, sense H₂O, amb cations de mida mitjana i gran, (OH, etc.):RO₄ = 1:1» juntament amb els següents minerals: thadeuïta, durangita, isokita, lacroixita, maxwellita, panasqueiraïta, tilasita, drugmanita, cirrolita, kulanita, penikisita, perloffita, johntomaïta, bertossaïta, palermoïta, carminita, sewardita, adelita, arsendescloizita, austinita, cobaltaustinita, conicalcita, duftita, gabrielsonita, nickelaustinita, tangeïta, gottlobita, hermannroseïta, čechita, descloizita, mottramita, pirobelonita, bayldonita, vesignieïta, paganoïta, jagowerita, carlgieseckeïta-(Nd), attakolita i leningradita.

## Formació i jaciments
Va ser descoberta a la mina Palermo No. 1, a la localitat de Groton, al comtat de Grafton (Nou Hampshire, Estats Units). També ha estat descrita a Àustria, el Canadà, Suècia i Ruanda.